# 澎湖縣歷史

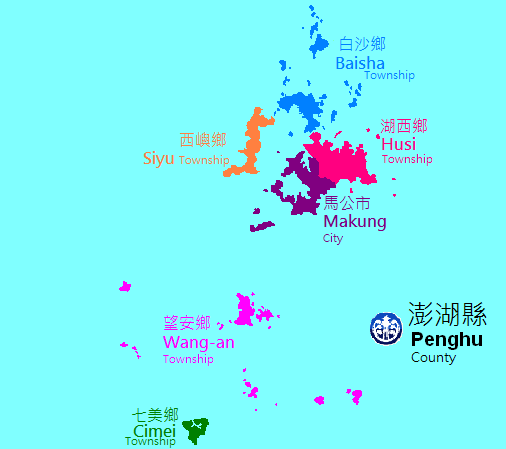
現行澎湖縣行政區劃

澎湖，古稱「平湖」或「彭湖」。史前時期，有在澎湖海溝發現的澎湖原人，屬於更新世中後期的直立人；粗繩紋陶為代表的新石器文化存在，證明澎湖至少在五千年前已有人类生活。连横在1920年所著《台灣通史》稱：「澎湖之有居人，尤遠在秦和漢之際，或曰楚滅越，越之子孫遷於閩，流落海上，或居於澎湖。」而史籍可考的最早歷史史學家的看法不一，在隋代以前，並無任何文獻資料可供參考，一些學者認為最早見於文獻上的記載可能為《隋書·流求國傳》記載的隋煬帝三次派兵伐「流求」。南宋理宗寶慶元年（西元1225年）宗室趙汝適著「諸蕃志」中明確指出「泉有海島曰彭湖，隸晉江縣」。
元初馬端臨的《文獻通考》曾記載：“琉求國在泉州之東，有島曰澎湖。煙火相望，水行五日而至”。

## 史前时期
根據國立台灣大學考古學系黃士強教授在1970年代期間在澎湖所做的調查，至1981年為止，一共發現了新石器時代遺址十一處，從出土的遺物分析，這些遺址屬於同一系統的文化。之後再根據考古學家的考證，澎湖在5,000年前就有人類活動，出土的文物以粗繩紋陶為代表的新石器文化，據推測當時的先住民可能是來自台灣西南部的暫時性居民，活動地點散佈在吉貝嶼、白沙島、澎湖本島、西嶼及望安島等地，因此有學者認為今日的澎湖白沙鄉的吉貝與赤崁，其地名的由來與台灣西南部的原住民有關。
1983年由中央研究院歷史語言研究所臧振華發現白沙島蒔板頭山車邊海岸的蒔板頭山文化遺址。1984年挖掘後發現該遺址有粗繩紋陶（4,800年）素面紅陶、灰黑陶（4,000年）、下部歷史層（唐宋）及上部歷史層（南宋）等四層文化層。另外，白沙島有赤崁頭素面紅灰陶文化遺址位於通梁虎頭山東岸的海崖附近，有年代約4,200～4,000年前的素面紅灰陶文化代表遺址，又稱赤崁頭期文化。而七美的南港、西北灣與東湖一帶也有石器製造遺址，其年代大約在4,000年前，應屬於素面紅陶文化。
隋煬帝在大業六年（610年）時派虎賁中郎將陳稜及朝請大夫張鎮州經略的「流求」，有學者認為所到之地為澎湖，亦有學者認為其船隊所到之處可能為台灣或是琉球。唐憲宗時浙江進士施肩吾作詩〈島夷行〉，南宋王象之私撰《輿地紀勝》及祝穆的《方輿勝覽》最早認為此詩詠澎湖，清朝杜臻《澎湖台灣紀略》註此詩「蓋亦嘗有至焉者」，連橫《臺灣通史》進一步說施肩吾曾率領族人移居澎湖，被後世史家採用。此說在1960年左右遭到批駁，認為施肩吾遷入了鄱陽湖，被誤認去了澎湖，或只是依傳聞作詩，引起一場施肩吾論戰。:15、16此後施肩吾至澎湖論多被史家棄置不用。

## 宋（南宋）
宋代時「澎湖」一名正式見於野史及方志，而史書上有漢人居住澎湖的確實記載始自南宋並納入中國版圖之中，歸屬於晉江縣管轄，在南宋理宗寶慶元年（西元1225年）宗室趙汝適著「諸蕃志」中明確指出「泉有海島曰彭湖，隸晉江縣」。
南宋乾道七年（西元1171年），被稱為毗舍耶人（又稱「毗舍邪」）的族群到達澎湖，強行收割島上作物，攻擊澎湖居民。泉州知府汪大猷於是派兵趕走毗舍耶人，並遣兵戍守澎湖，更造屋兩百間，以防止毗舍耶人的再次侵擾。
澎湖十八個島、五十五處地點有宋元陶瓷出土，來源是走私到南洋避稅的貿易瓷，還是本地日用品，學者意見分歧。

## 元朝
澎湖群島在元朝统治时曾設置澎湖寨巡檢司，或稱澎湖巡檢司，設治時間為1281年（元世祖至元十八年）11月。該地方區劃隸屬於元帝國福建行省泉州路同安縣，主官為澎湖寨巡檢。而澎湖寨巡檢是元朝於澎湖群島設置的官職，也是澎湖首度設立正式的地方統治官署（之前澎湖列島歸屬於晉江縣）。。駐於澎湖馬公的巡檢官職，是元朝最基層的地方官員。在元惠宗至正年間在任的陳信惠是有文獻記載的首位漢人巡檢。
《元史·琉求》记载：“漳、泉、興、福四州界內彭湖諸島，與琉求相對，亦素不通。”。元世祖在位时曾遣使自澎湖巡检司出发宣抚琉求，航行五十里到達琉求一个“山长而低者”的地方，使臣誤以爲到达琉求，但跟当地人语言不通，登陆的两百余人中有三人遭到杀害，无功而返，元成宗元贞三年，福建省平章政事高兴言：“今立省泉州，距琉求为近，可伺其消息，或宜招宜伐，不必它调兵力，兴请就近试之。”九月，高兴遣省都镇抚张浩、福州新军万户张進生擒一百三十余人而返。第二年正月，又将所俘之人放回，要他们归顺元朝，此後不了了之。

## 明帝國
1370年代，明朝統治中國後，仍循例於該地設置巡檢官職，也繼續設置澎湖巡檢司這個行政官署，直至1384年實施封海政策予以廢除。1563年，考量沿海治安等因素，明朝復設澎湖寨巡檢。
1368年（元至正二十八年；明洪武元年），泉州路改為泉州府，隸屬福建行省，轄晉江、惠安、南安、同安、安溪、永春、德化七縣。泉州府轄下包含澎湖寨巡檢司。
1371年（明洪武四年；北元宣光元年），福建行省改為福建布政使司，泉州府隸之。
明初，信國公湯和經略海上，以「澎湖島民，叛服難信」為由，提議驅回中國本土。並率大軍將其居民驅趕離開，遷至漳州、泉州。撤巡檢司。關於湯和遷徙澎湖居民的年代，有洪武五年（1372年）及洪武二十一年（1388年）的說法。據曹永和對湯和事蹟的考察，湯和自洪武武五年至十四年致力於西北軍事，開始防倭是在十七年（1384年）以後。湯和是在洪武十七年有禁出海之舉，至洪武二十年間明帝國放棄澎湖、實施福建之徙民虛地。主要由周德興籌劃，從王鈍之請。
1392年（明洪武二十五年九月），置漳泉道。
1563年（明嘉靖四十二年），復置澎湖寨巡檢司。

### 葡萄牙人與荷蘭人到來

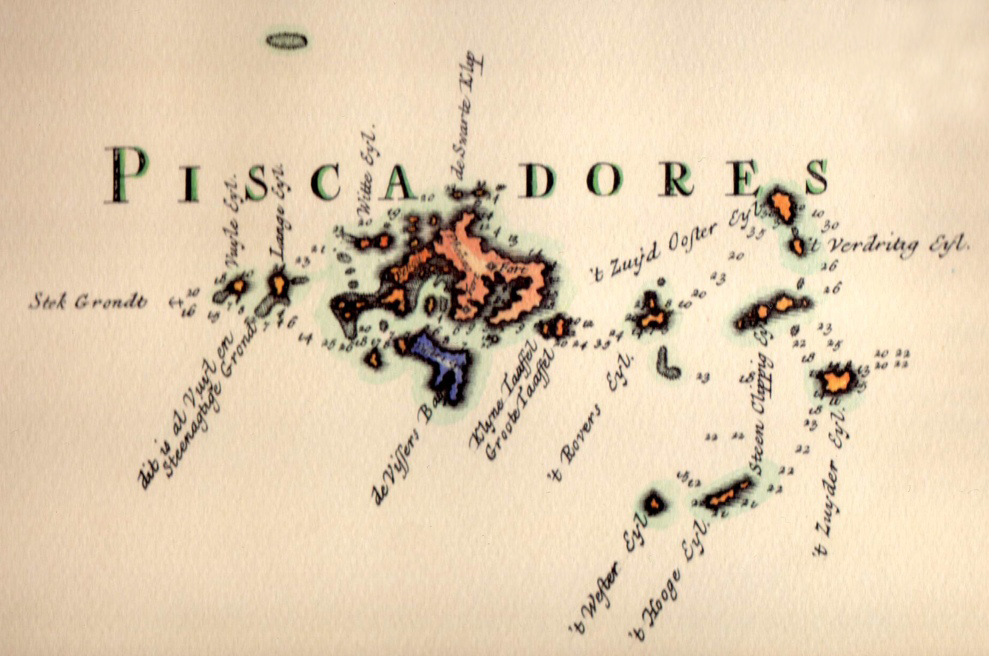
18世紀時的澎湖(Pescadores)地圖

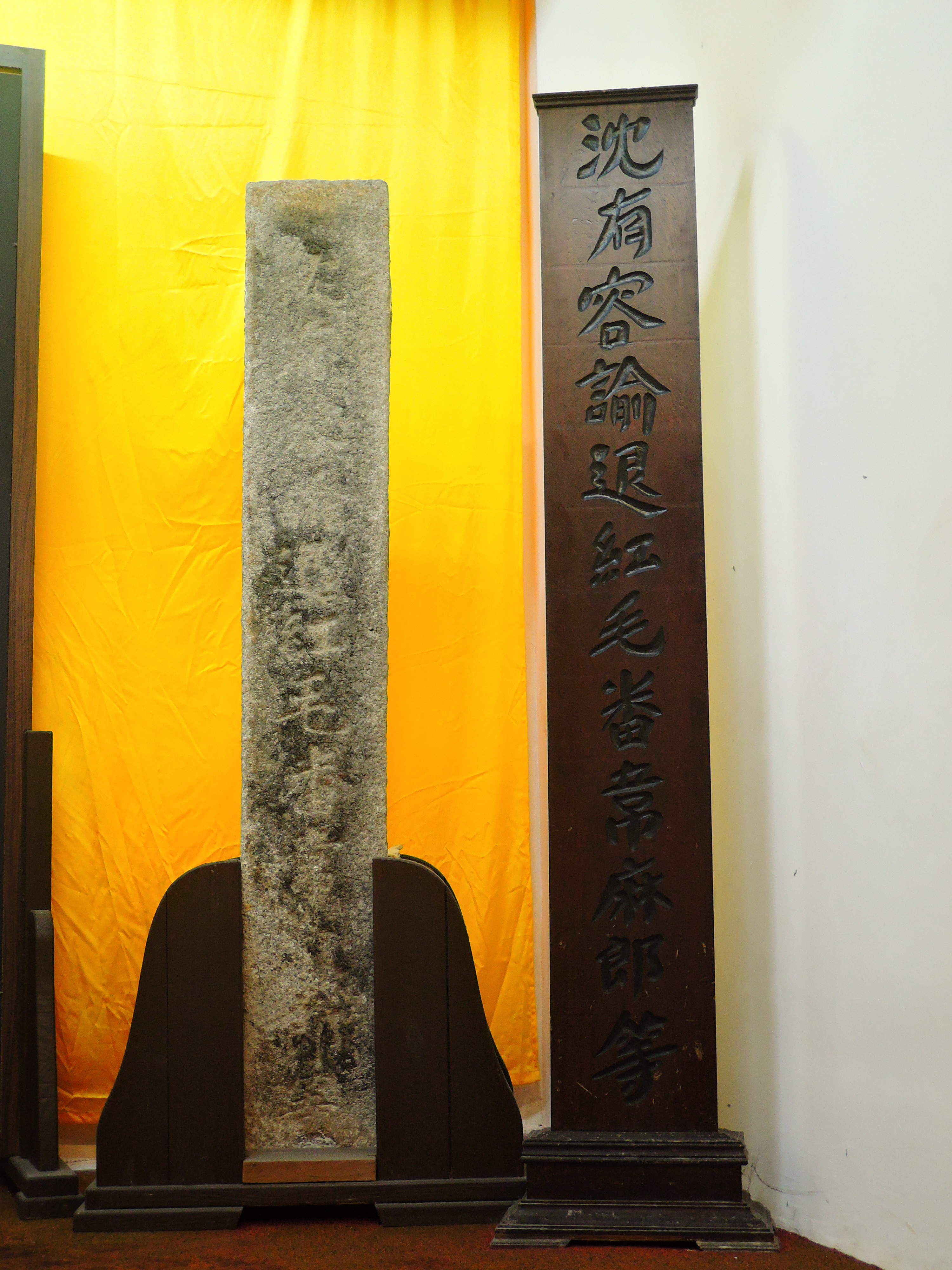
「沈有容諭退紅毛番韋麻郎等」碑（1919年出土，今存澎湖天后宮）

16世紀時葡萄牙人來到東方，發現澎湖海域魚產豐富，島上住著許多漁民，因此稱呼澎湖為「Pescadores」，「Pesca」是捕魚，加語尾dor後，意為「漁夫」。「Pescado」意為「漁夫」，故「Pescadores」為「漁翁島」或「漁夫群島」之意，可見當時澎湖之情形。
1604年（萬曆三十二年）時，荷蘭東印度公司司令官韋麻郎（Wijbrant Van Waerwijck）率兩艘船抵達澎湖，並派員往福建請求貿易。福建當局立即嚴禁人民出海接濟，12月15日並派都司沈有容率兵船五十艘前往澎湖，要求荷蘭人撤退。韋麻郎見求通商無望，又缺乏補給，於是在當年底離開澎湖。明朝政府於島上立有沈有容諭退紅毛番碑。

### 荷蘭佔領與澎湖海戰
1622年（明天啟二年），顧恩總督獲知西班牙人意圖佔領台灣，遂派雷爾生（荷蘭語：Cornelis Reijersen）率領600人進攻澳門，若失敗則轉往澎湖或台灣設立貿易據點。只是荷軍遭西班牙、葡萄牙聯軍頑強抵抗，損失慘重，雷約生遂轉佔澎湖，並在風櫃尾築城。
1622年時，由於與葡萄牙人爭奪澳門的軍事攻擊行動失敗，荷蘭艦隊最後抵達了澎湖，並且在馬公風櫃尾蛇頭山頂設立了基地，即馬公風櫃尾荷蘭城堡。荷蘭軍隊強迫當地的居民建設碉堡，受奴役工作的1500個工人其中1300人死亡。
1623年11月，南居益出任福建巡撫，打算硬逼荷蘭人退出澎湖，派兵包圍了風櫃尾城。設計邀澎湖島上荷蘭人到廈門談判，在宴會上囚禁荷蘭代表團，並乘機襲擊燒毀了入侵明朝沿海的荷蘭戰艦。
之後荷蘭人於澎湖海戰（1624）被明軍擊退，經過八個月激戰以後，荷蘭人和明帝國達成協議，同意摧毀風櫃尾的要塞和砲台，同時拆除澎湖城堡的建材，轉進至臺灣本島的安平港，明朝亦不干涉荷蘭對臺灣的佔領。

## 明鄭時期
自荷蘭人撤退后，澎湖一直處於明帝國的控制下。到崇禎時期，明帝國已無法有效控制澎湖。1629年，大員長官普特曼斯等人登陸澎湖，見到明軍碉堡皆已廢棄，且景色十分荒涼。當地人則告知那些碉堡一年之間只住六個月，另外棄置六個月。1637年明國官員曾在澎湖要求荷蘭船隊離去，而荷船並未離去，只是按照往例交錢了事。
隨著明帝國滅亡，澎湖從1644年至1661年間處於無政府狀態。1651年，鄭成功取代鄭聯、鄭彩，掌握廈門的勢力，1656年，鄭成功派洪兵爺前往澎湖收取規稅。顯示在南明時澎湖大致上成為明鄭的勢力範圍。
1658年，鄭成功讓魯王朱弘桓留駐兩年。1661年（永曆十五年），鄭成功出兵攻台灣時，從金門料羅灣出發後，首先抵達澎湖。
1664年（永曆十八年），追隨鄭氏的留寓文人盧若騰卒於澎湖。
1664年（永曆十八年），鄭經設澎湖安撫司。這是自明朝於1622年起不再設置澎湖巡檢司之後，時隔40年澎湖再次設置了官署。
1665年（永曆十九年），清荷聯軍繼續進攻澎湖，遭遇颱風、無功而返，清朝於是放棄了攻佔台灣的企圖，轉而與鄭經談判。
1680年10月，施琅抵達廈門即將攻打明鄭，明鄭大將劉國軒前往澎湖強化守備，築城與砲台，同時在海邊建造矮牆並配置火銃，阻止清軍登陸。1681年（康熙20年，永曆35年）一月，鄭經病逝台灣，台灣的鄭氏政權開始爆發激烈的政治鬥爭。時任閩浙總督的姚啟聖與福建水陸各官聯名上疏清廷，希望康熙皇帝儘速作出征台決定。康熙皇帝於同年6月間與大學士商議，並決定對台灣用兵，其間因大學士李光地推薦以及姚啟聖的保薦，康熙決定採用『以鄭制鄭』的策略重用施琅，並命令兵部恢復施琅的水師提督官位，並加宮保官銜，前往福建。1682年（康熙21年，永曆36年）10月28日，施琅收到康熙交付專征之責的諭旨。1683年（康熙22年，永曆37年）6月14日，施琅與水師在銅山誓師，統領3萬多人，戰船300多艘，直駛澎湖，為澎湖海戰的起始。

## 清帝國

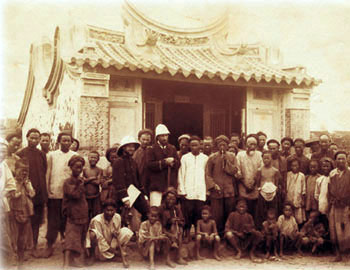
法國士兵與當地居民合攝於媽宮澳

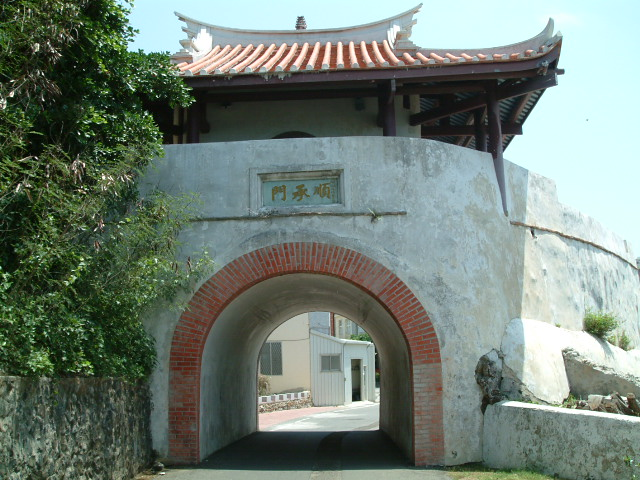
媽宮城的順承門

1727年（雍正5年）時，應閩浙總督高其倬之請，將原隸屬於台灣縣之澎湖設立澎湖廳，轉為隸屬於福建省台灣府管轄。1887年（光緒13年）時，台灣建省，於台灣中部新設台灣府（中路），原台灣府（南路）改稱台南府，澎湖廳仍隸屬於台灣府。
澎湖納入清朝後，進駐的軍隊使澎湖各地消費性需求增加，天后宮附近也開始逐漸出現店家，和原在天后宮前方的「魚市」形成了馬公的「街市」。雍正與乾隆年間，台灣與廈門之間往來貿易的商人，在馬公市區販售當地無法生產的民生商品，而組成了「台廈郊」，其成員通稱為「街內」郊戶。由於有這些郊舖和販賣本地生菜、魚肉等土產的一些「街外」舖面，中央街一帶的所謂「七街一市」，處理台閩來往商務的「台廈郊」商會也在此成立，並於清光緒元年設會館於水仙宮，更強化了中央街地區宗教、商業及社會組織的中心地位。
1885年中法戰爭（清法戰爭）時，澎湖一度被法軍攻占，同年6月中法在天津簽訂《中法新約》後法軍撤離，澎湖重新納入清朝。1886年籌建清政府媽宮城，為清朝在台灣最後建造的一座城牆式防禦型古城。

## 日治時期

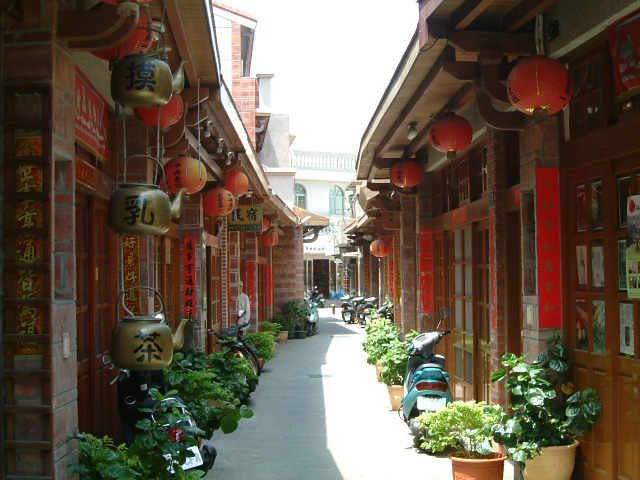
今日的中央老街街景

1894年甲午战争和談期間，日軍發動澎湖之役，於1895年3月23日派軍登陸澎湖本島，3月25日攻下澎湖。並設置「澎湖列島行政廳」。澎湖遂成為日本在台灣最早統治的地區。
1895年4月，《馬關條約》簽訂，依第二條之三「澎湖群島，即英國格林尼次東經百十九度起至百二十度止、北緯二十三度起至二十四度之間諸島嶼」，確定澎湖列島與台灣共同割讓給日本。台灣總督府變更清領時期之府為縣，府轄之縣為支廳，但澎湖廳仍維持建制直屬總督府管轄。
1900年（明治三十三年）4月，澎湖島開始建造名為大山堡壘的要塞。1901年3月，第一期的要塞工事完工。
1902年（明治三十五年）5月，日軍在澎湖島設置要塞司令部。
1908年（明治四十一年）4月30日凌晨，日本海軍學校第35期學生實習，松島號防護巡洋艦結束遠洋航海回到日治台灣澎湖馬公港時因彈藥庫藥火自然燃燒而爆炸下沉，350名船員近半數喪生。日方在馬公設立松島紀念館、松島紀念公園、慰靈碑。
1913年（大正二年），島上的電氣會社開始供應電力。
1920年（大正九年）時與阿猴廳（今屏東縣及旗山地區）及台南廳一部份（今高雄市及岡山鳳山地區）合併為高雄州並設立澎湖郡。

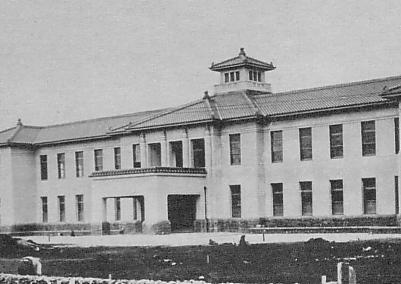
澎湖廳

1926年（大正十五年），再次獨立復設置澎湖廳，1945年二戰結束前共管轄二支廳。同年澎湖水産會成立。
1927年（昭和二年），馬公巴士公司整備中。
1928年（昭和三年）11月8日，澎湖神社啟用，二次大戰後被拆毀，改為忠烈祠。
1935年（昭和十年），因荷蘭籍船艦珠諾號進入時為軍港的馬公港，引發珠諾號事件。此事件導致臺灣總督府和在臺軍部的對立。隔年（1936年），臺灣恢復武官總督。小林躋造出任臺灣總督。
1944年（昭和十九年）8月，望安大嶼升格為大嶼。

## 中華民國
1945年第二次世界大戰日本戰敗後，澎湖列島由中華民國政府接收，設立臺灣省澎湖縣。
1949年，發生澎湖七一三事件。
1950年，中華民國政府在臺澎實施地方自治。澎湖縣舉行首屆民選縣長選舉，選出首任民選縣長李玉林。由於澎湖地處軍事要地，國軍在此駐紮大軍。初期澎湖縣長經常由外省籍軍人擔任。反倒是澎湖移民居多的高雄市，在1951年3月舉行首屆民選市長選舉選出了澎湖籍的謝掙強，當選首任民選高雄市長。當時在澎湖人投澎湖人的信念下，不僅使謝掙強當選市長，在1950年12月17日舉行第一屆高雄市議員選舉中，澎湖同鄉更拿下28席市議員中的8席。當時（1951年）高雄市人口籍貫比中，「本省其他縣市」人口僅占13.84%，澎湖籍議員卻占了市議會28%席次，顯示出澎湖派的極度動員。:357

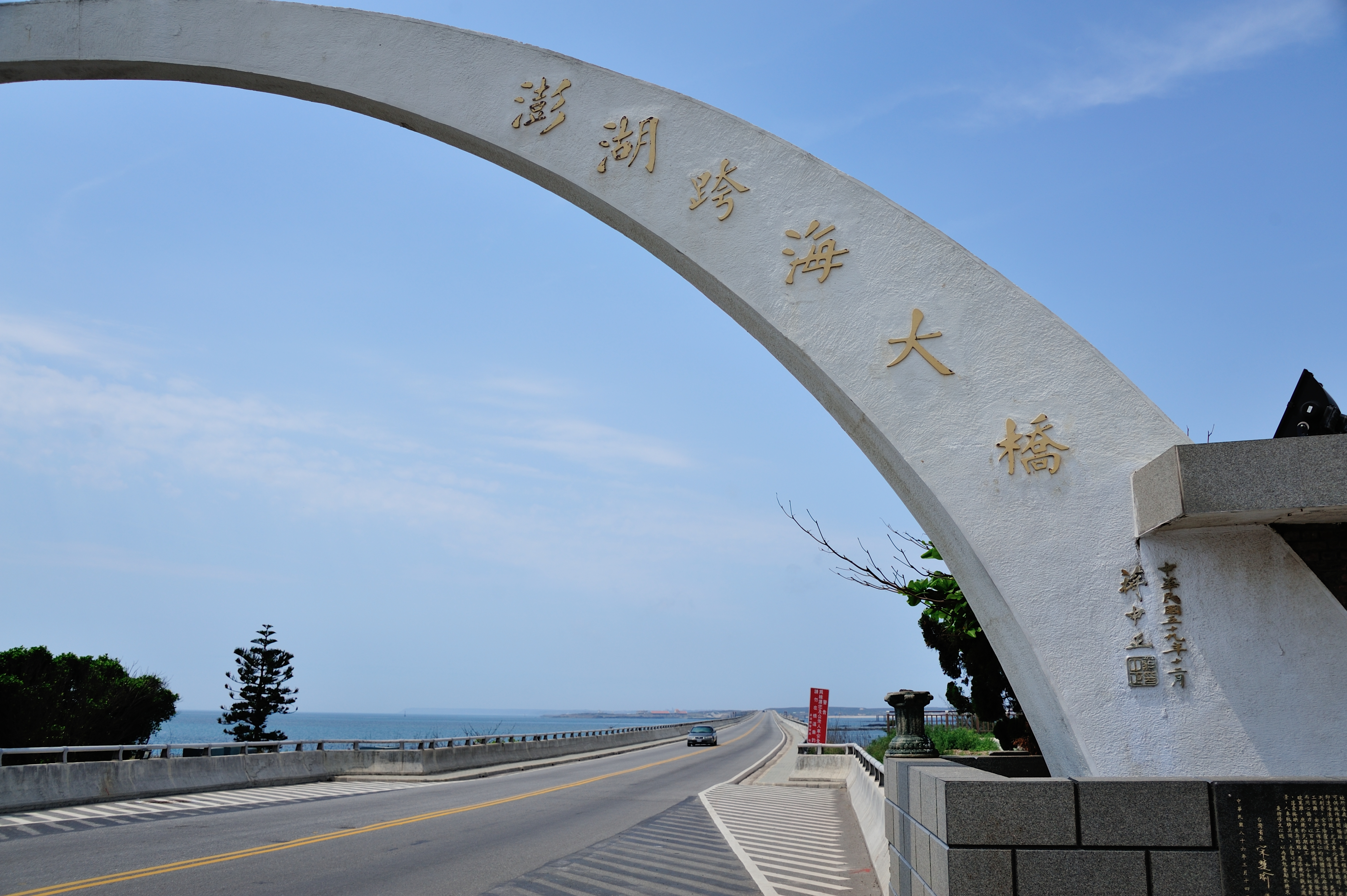
跨海大橋

1970年，連接白沙、西嶼兩島的跨海大橋完工，初期為單線。
1972年第七屆澎湖縣縣長選舉中，終於出現首位澎湖籍的澎湖縣長呂安德，成為第一位澎湖出身的地方首長。
1995年，成立澎湖國家風景區，範圍為澎湖群島。
1996年3月，跨海大橋拓寬雙線完工通車。
2009年澎湖縣博弈公民投票中，多數反對澎湖發展博弈產業，澎湖將朝能源低碳島方向前進。
2009年12月，臺江國家公園成立。
2014年6月，澎湖南方四島國家公園公告實施。

## 脚注
1. ↑  分別為陳玉波、陳生苞、林澄増、鄭綿、呂振福、盧繼竇、許清榮、黃堯8人

## 外部連結
- 【台灣演義】黑水溝傳奇 話澎湖 （页面存档备份，存于）